# Fandango (danza)

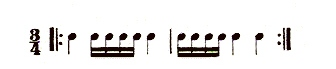
Ritmo di fandango

Il fandango è uno stile musicale spagnolo; il termine contraddistingue anche la danza omonima in ritmo ternario (3/4 o 6/8), che si balla in coppia ed è accompagnata con nacchere e chitarra e, talora, cantata.
I fandangos grandes (grandi fandanghi) sono normalmente ballati a coppie e iniziano lentamente con un andamento crescente.
I fandanguillos (piccoli fandanghi) sono tra le più vive e gioiose derivazioni del fandango. Qualche regione della Spagna e del Portogallo ha sviluppato un proprio stile di questa danza, come a Huelva (fandangos de Huelva) e Malaga (fandangos de Malaga o Verdiales).
Il fandango è stato spesso utilizzato nella musica colta europea per creare coloriti spagnoli.
Il tempo ternario, i versi ottonari (octosílabos) e il frequente impiego delle nacchere marcano uno stretto legame con la jota. La sequenza discendente armonica più comune (VI minore, V, IV maggiore, III maggiore) è un motivo ostinato conosciuto sin dalla fine del Barocco.

## Origini

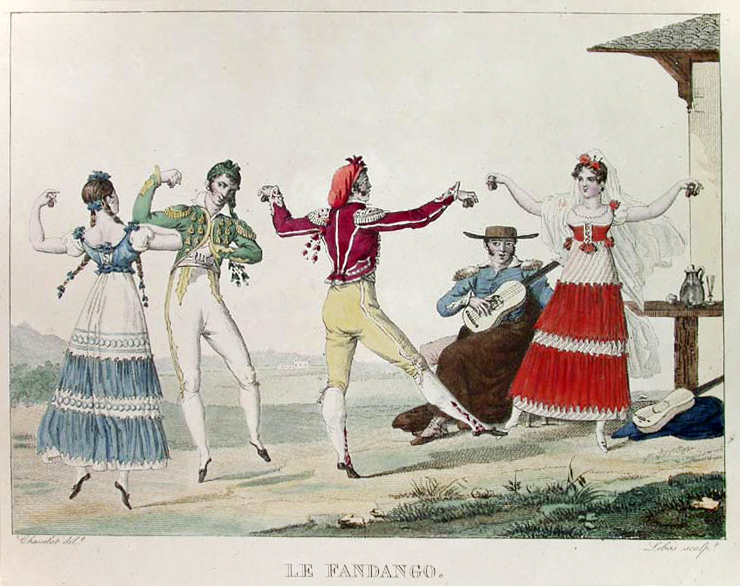
Ballerini di Fandango nel XVIII secolo in Spagna

Diversi scrittori romantici tentarono di vincolarlo ad un antico ballo sensuale dell'antica Grecia, conosciuto come cordax (in uso anche presso i romani e chiamato iconici motus dal poeta Orazio e dal commediografo Plauto). Lo scrittore di satire Giovenale fa menzione specifica riguardo al testárum crépitus (schioccare le nacchere) che, nella loro precoce espressione greca, erano usate come cimbali o platillos (piattelli) per dita.
Considerata la popolarità del fandango come danza di esibizione alla fine del secolo XVIII e l'inizio del XIX, non è da escludere la sua presenza e radicamento nella tradizione delle Asturie, Castiglia (fandangos charros), Catalogna, Valencia, Paese Basco e Portogallo. Nella sua forma galante, il genere arrivò ad avere una certa proiezione nella tradizione colta europea attraverso l'opera di Luigi Boccherini, padre Antonio Soler e Domenico Scarlatti.
Dal principio del XIX secolo, il flamenco adottò tratti dei fandanghi andalusi dando così luogo ai cosiddetti "fandangos aflamencaos" che sono considerati oggigiorno come uno dei palos del flamenco fondamentali.

## Caratteristiche e varietà
La forma del fandango possibilmente è quella che possiede più variazioni come nessun'altra espressione del flamenco. La variante derivata dai bailes de candil, ha uno speciale riferimento a Huelva, dove si presenta in modo più che prolisso; a Malaga con le sue caratteristiche Verdiales, possibilmente nel modo arcaico di questo tipo di manifestazione artistica; e nelle restanti provincie andaluse, come Almería, conosciuto qui popolarmente come fandanguillo. A Alpujarra de la Sierra, il fandango costituisce il ballo tipico del Trovo. Nella località di Mota del Cuervo in provincia di Cuenca si balla un fandango somigliante alla seguidilla ma più semplice; il ballo aggiunge il cruce (incrocio) lento e la battuta (batida) finale di gambe con fermata (parada) e cruce. Lo si conosce come fandanguillo manchego.

In genere, nel folclore portoghese, il ballo alterna momenti nel duetto con esibizioni alternate di ognuno dei due ballerini mentre l'altro si limita a marcare il ritmo  sobriamente.

Considerato la caratteristica della danza, l'espressione "Fandango" è stata utilizzata come sinonimo di trambusto (ajetreo), tumulto o anche come esibizione di maestria.

## Il fandango nella musica classica
- Domenico Scarlatti, K239, K251 e il Fandango in re minore
- Antonio Soler, Fandango per clavicembalo, (sebbene la sua patermità sia discussa)
- Luigi Boccherini nel Quintetto n. 4 in Re maggiore (I e III movimento), Quinteto d'archi con guitarra Del Fandango, G.448
- Christoph Willibald Gluck nel balletto Don Juan , 1761
- Wolfgang Amadeus Mozart Eh già, la solita usanza (dal finale del terzo atto de Le nozze di Figaro), 1786
- Nikolaj Rimskij-Korsakov nel Capriccio spagnolo, 1887
- Joaquín Rodrigo nel Concerto madrigale per due chitarre e orchestra
- Isaac Albéniz, Málaga, dalla suite Iberia, 1905-1908
- Enrique Granados, El Fandango del candil e Serenata del espectro, della suite Goyescas, 1912-1914
- Federico Moreno Torroba, Fandanguillo, dal I tempo della Suite Castellana
- Manuel de Falla, Danza del molinero, dal balletto Il cappello a tre punte, 1919
- Ernesto Halffter, Danza de los jóvenes, del balletto Sonatina, 1928
- Joaquín Turina, Fandanguillo, op. 36, 1925
- Hans Werner Henze, Fandango, sopra un basso del Padre Soler (per orchestra, 1985)
- Carlotta Ferrari, Fandango RPS (per organo, 2020)[1]

## Citazioni su fandango
(Matia Bazar, Tango nel fango)
(Eugenio Montale, La Bufera)
(Giuni Russo, Le contrade di Madrid)
(Luciano Ligabue, Balliamo sul mondo)
(Queen, Bohemian Rhapsody)
(Procol Harum, A white shade of pale)
(Lorenzo Da Ponte, Wolfgang Amadeus Mozart, Le nozze di Figaro)
(Bob Dylan, Romance in Durango)
(Paolo Conte, Schiava del Politeama)
(Kevin Costner,  fandango  ( film ))